# Lähden
Lähden is een gemeente in de Duitse deelstaat Nedersaksen, en maakt deel uit van de Landkreis Emsland.
Lähden telt 4.749 inwoners. De gemeente is aangesloten bij de Samtgemeinde Herzlake.

## Indeling gemeente Lähden
|  | 1. Ahmsen 2. Herßum 3. Holte-Lastrup 4. Lähden 5. Vinnen |

In Lähden liggen het Großsteingrab Lähden I (Sprockhoff-Nr. 866) en Großsteingrab im großen Sande (Sprockhoff-Nr. 867).
- Gemeinsame Normdatei: 4398493-9
- MusicBrainz: e79428f5-1ef1-4975-9222-07ac417f3ec4
- Virtual International Authority File: 242718714

Andervenne ·
Bawinkel ·
Beesten ·
Bockhorst ·
Börger ·
Breddenberg ·
Dersum ·
Dohren ·
Dörpen ·
Emsbüren ·
Esterwegen ·
Freren ·
Fresenburg ·
Geeste ·
Gersten ·
Groß Berßen ·
Handrup ·
Haren (Ems) ·
Haselünne ·
Heede ·
Herzlake ·
Hilkenbrook ·
Hüven ·
Klein Berßen ·
Kluse ·
Lähden ·
Lahn ·
Langen ·
Lathen ·
Lehe ·
Lengerich ·
Lingen ·
Lorup ·
Lünne ·
Meppen ·
Messingen ·
Neubörger ·
Neulehe ·
Niederlangen ·
Oberlangen ·
Papenburg ·
Rastdorf ·
Renkenberge ·
Rhede ·
Salzbergen ·
Schapen ·
Sögel ·
Spahnharrenstätte ·
Spelle ·
Stavern ·
Surwold ·
Sustrum ·
Thuine ·
Twist ·
Vrees ·
Walchum ·
Werlte ·
Werpeloh ·
Wettrup ·
Wippingen